# Irina Nikitina
Irina Nikitina (russisk: Ирина Витальевна Никитина tr. Irina Vitaljevna Nikitina ; født 21. marts 1990 i Toljatti, Rusland) er en kvindelig russisk håndboldspiller som spiller for HK Lada og Ruslands kvindehåndboldlandshold.